# Sud-Kivu
Koordinaten: 3° 0′ S, 28° 0′ O
Sud-Kivu (deutsch Südkivu) ist eine Provinz der Demokratischen Republik Kongo mit 5.772.000 Einwohnern. Ihre Hauptstadt ist Bukavu.

## Geografie

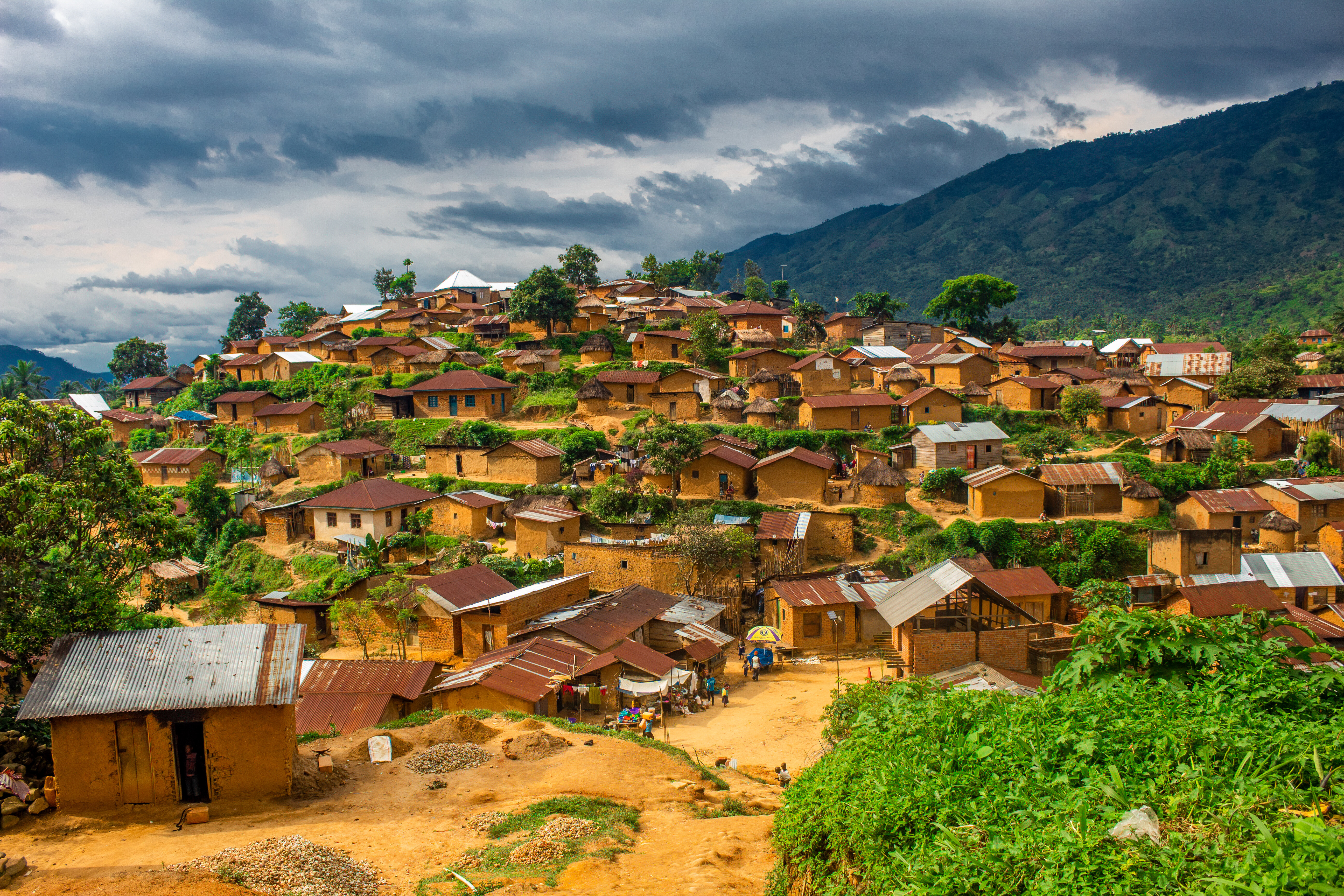
Das Dorf Bitobolo in Sud-Kivu

Die Provinz liegt im Osten des Landes und grenzt im Norden an die Provinz Nord-Kivu, im Osten an Ruanda mit dem Kivusee, an Burundi und den Tanganjikasee (Tansania), im Süden an die Provinz Tanganyika und im Westen an Maniema.

### Verwaltungsgliederung
Sud-Kivu ist weiter unterteilt in die acht Territorien Fizi, Idjwi, Kabare, Kalehe, Mwenga, Shabunda, Uvira und Walungu sowie die Stadt Bukavu.

### Orte
- Bukavu (Provinzhauptstadt)
- Fizi (Hauptstadt des Territoriums Fizi)
- Kabare
- Kalehe, Hauptort des gleichnamigen Territoriums
- Kamituga
- Katana
- Katudu
- Lemera
- Minova
- Mwenga
- Numbi
- Nundu
- Nyabibwe
- Nyangezi
- Shabunda
- Uvira (Hauptstadt des Bezirkes Uvira)

## Geschichte
Die Provinz entstand 1969 bei der Aufteilung der ehemaligen Provinz Kivu. Bereits vom 25. April bis zum 28. Dezember 1966 existierte eine Provinz Sud-Kivu.
Im Kongokrieg 2006–2009 gehörte Sud-Kivu zu den Gebieten, die am stärksten von den Kriegshandlungen und damit verbundenen Massenvergewaltigungen an der Zivilbevölkerung betroffen waren.
Von 2010 bis 2017 war Marcellin Chishambo Gouverneur von Sud-Kivu. Auf ihn folgte Claude Nyamugabo Bazibuhe. Die Gouverneurswahlen am 10. April 2019 gewann Theo Ngwabidje Kasi.